# Hospital Universitário de Uppsala
O Hospital Universitário de Uppsala (Akademiska sjukhuset) é o hospital regional do Condado de Uppsala. Foi inaugurado em 1867, mas já existia como clínica médica desde 1708 com o nome Nosocomium Academicum. Atualmente integra ainda organicamente o Hospital Ulleråker (Ulleråkers sjukhus) e o Hospital Sammariterhemmet (Samariterhemmets sjukhus).

Tem capacidade para 836 camas, e um pessoal da ordem dos 8 500 funcionários, dos quais 1 440 médicos, 2 550 enfermeiros, 1 900 auxiliares de enfermagem e 300 analistas biomédicos (2019). É procurado anualmente por 700 000 pessoas. Dispõe de um helicóptero-ambulância.

Coopera com a Universidade de Uppsala na formação de médicos e na investigação clínica.

Colabora com o Hospital Universitário de Örebro no âmbito da Região Hospitalar Uppsala-Örebro (Uppsala-Örebro sjukvårdsregion).

## Galeria

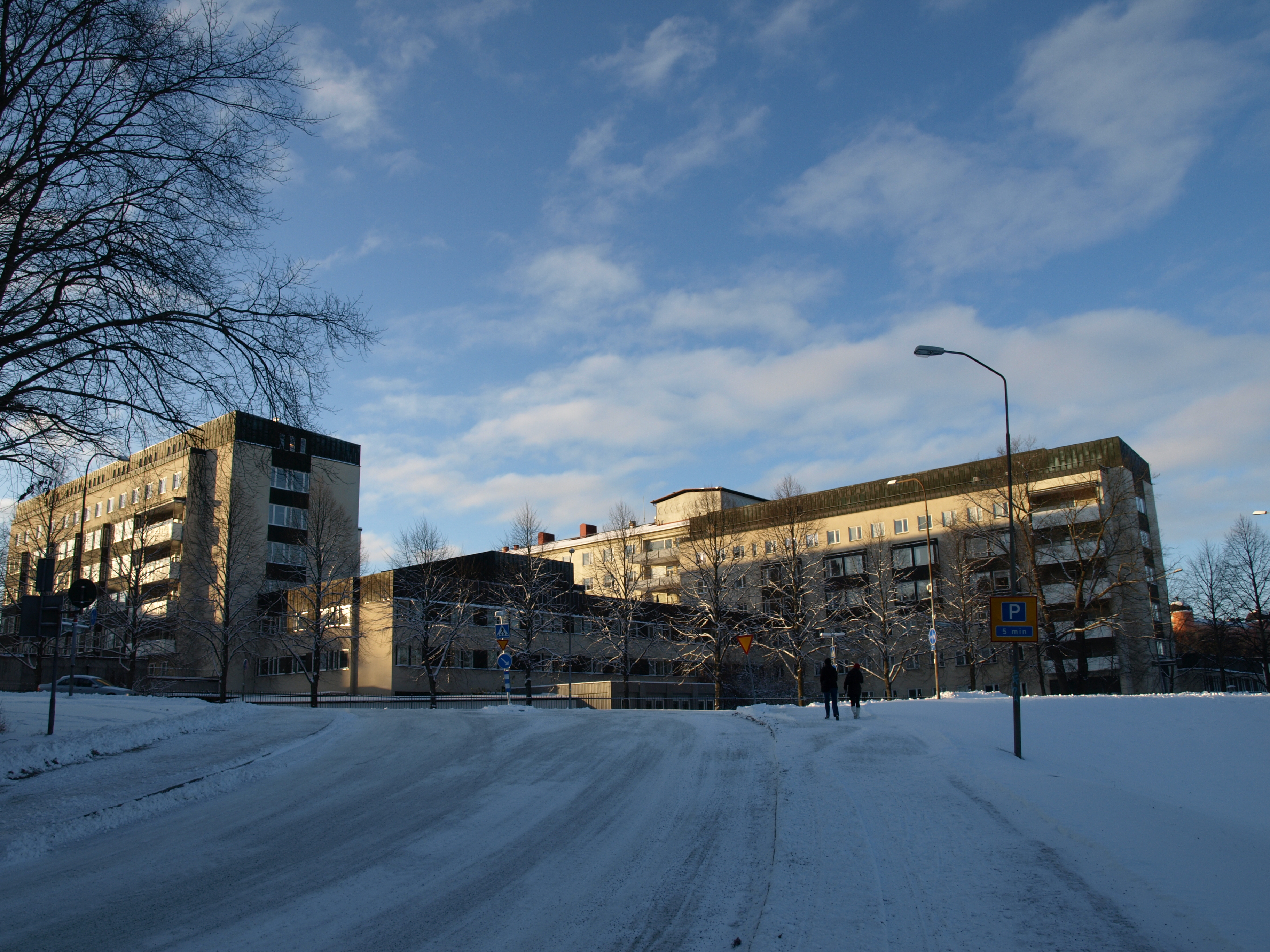
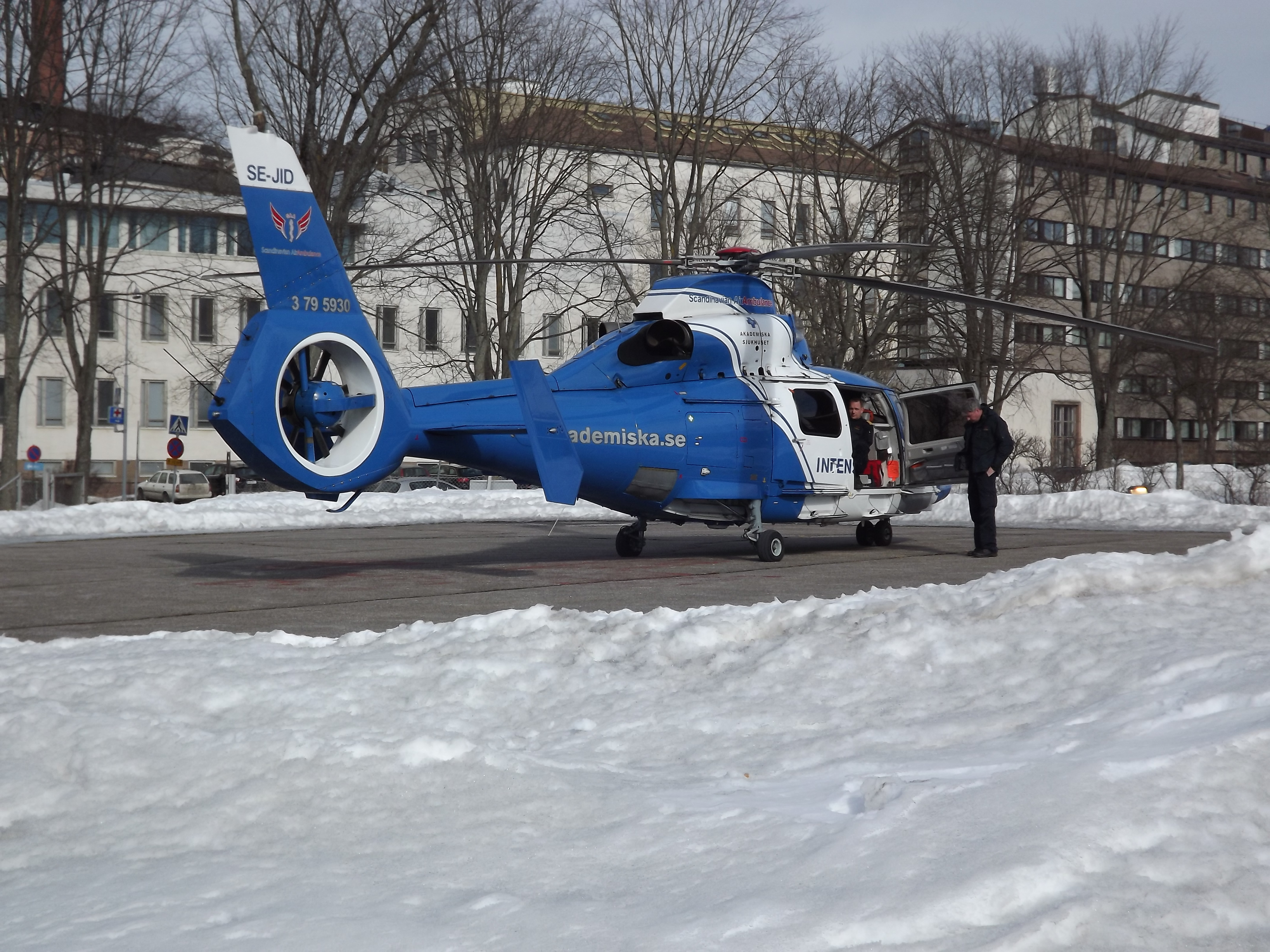